# Caribbiantes cubanus
Caribbiantes cubanus is een hooiwagen uit de familie Biantidae.De wetenschappelijke naam Caribbiantes cubanus is gebaseerd op een publicatie van Silhavý.